# Avenida Escalada
La avenida Escalada es una concurrida arteria vial del sur de la Ciudad de Buenos Aires, Argentina.

## Características
Es una de las avenidas más largas de Buenos Aires. En sentido noroeste-sudeste, atraviesa seis barrios de la ciudad.

## Recorrido
Se inicia en la Avenida Rivadavia en el barrio de Villa Luro, siendo continuación de la calle Irigoyen y mano única hacia el norte.

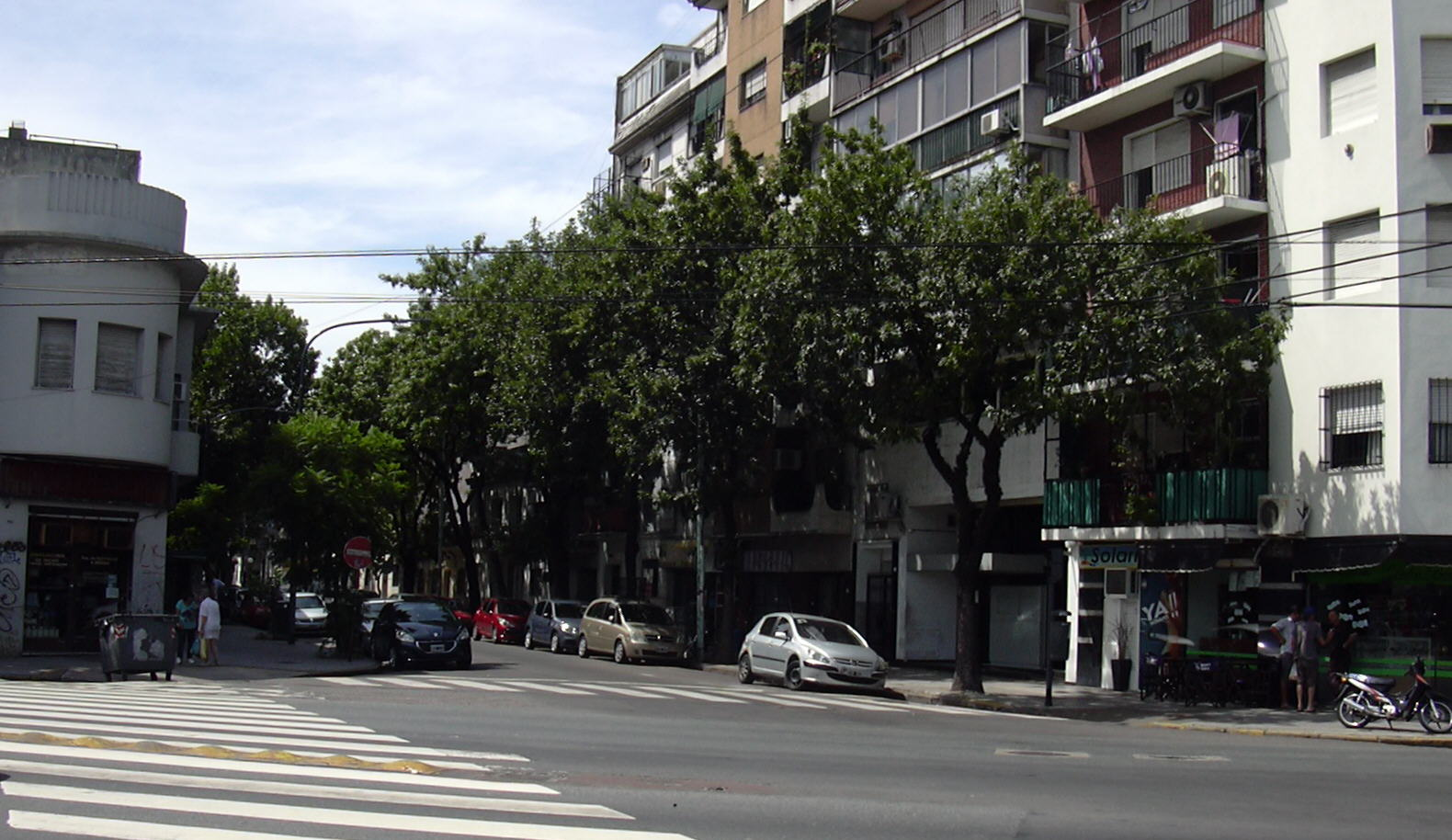
Vista desde el norte del comienzo de la Av. Escalada, en su cruce con la Av.Rivadavia (Villa Luro)

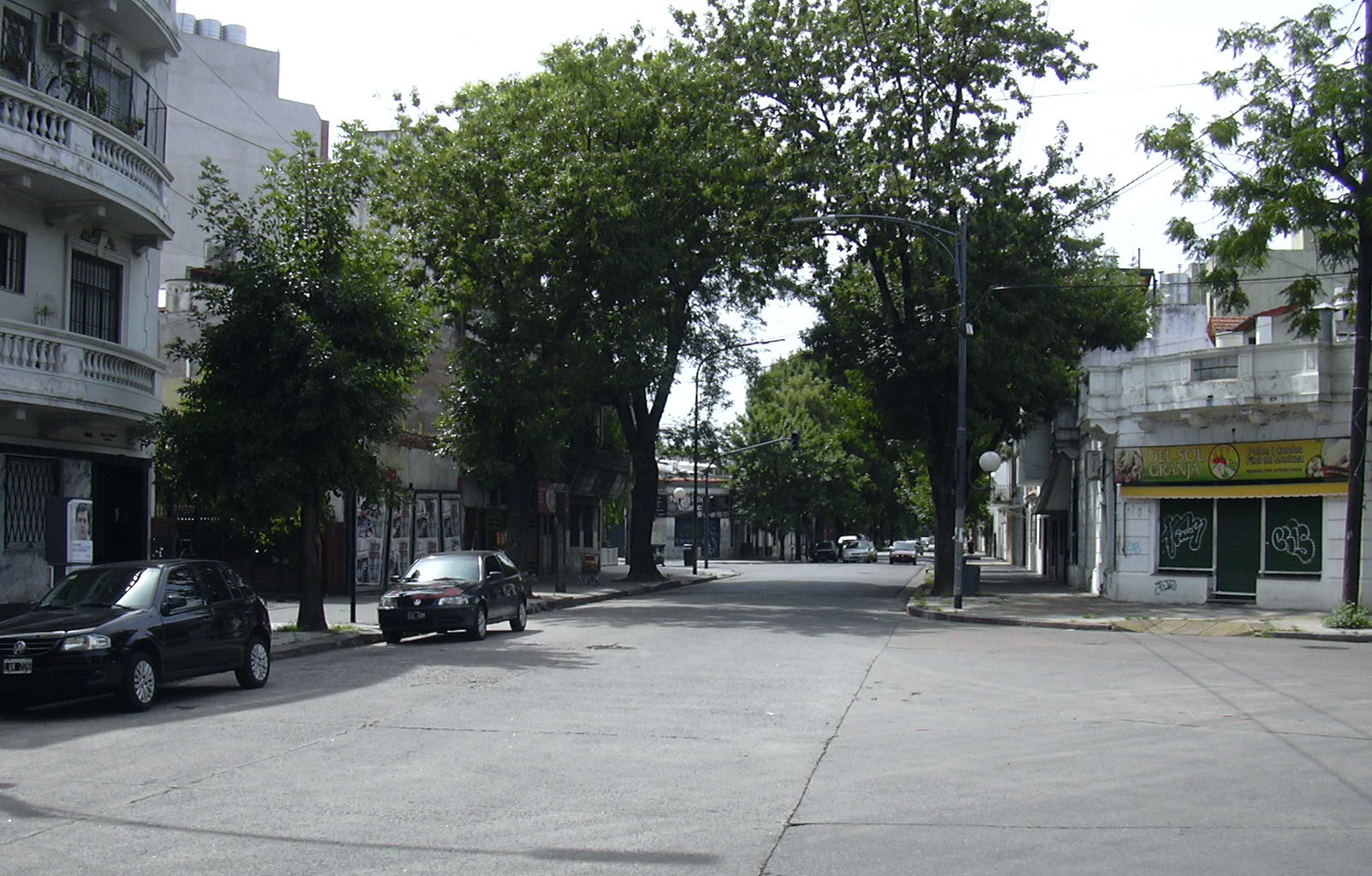
Vista desde el norte de la Av. Escalada, en su cruce con la calle Ramón L. Falcón (Villa Luro)

Luego de recorrer por seis cuadras de este barrio, al cruzar la Avenida Emilio Castro, divide las últimas dos cuadras de Villa Luro, con el barrio de Mataderos en su mano derecha.
A partir de la Avenida Juan Bautista Alberdi, sirve de límite entre los barrios de Mataderos y Parque Avellaneda. Al cruzar la Avenida San Juan Bautista De La Salle se hace doble mano. A partir de la calle Primera Junta se hace de mano única hacia el sur.
Luego de cruzar la avenida Eva Perón y confluir con la Avenida Olivera vuelve a ser doble mano, esta vez hasta llegar al final de su recorrido.
Cruza la Avenida Tte. Gral. Luis J. Dellepiane, adentrándose en los barrios de Villa Lugano y Villa Soldati.
El cruce con la Avenida Gral. Francisco Fernández de la Cruz es una de las esquinas más representativas y comerciales de la ciudad. Aquí se encuentran unos grandes centros comerciales, el Parque de la Ciudad, y la parada Escalada del Premetro de la Ciudad.
Luego de la intersección con la Avenida Coronel Roca ingresa al barrio de Villa Riachuelo, en cercanías del Estadio Multipropósito Parque Roca y el Autódromo Oscar y Juan Gálvez.
Finaliza en la Avenida 27 de Febrero junto al Riachuelo.
- Datos: Q5713607